# Trithemis integra
Trithemis integra – gatunek ważki z rodziny ważkowatych (Libellulidae).